# 바셀리체
바셀리체(이탈리아어: Baselice)는 이탈리아 캄파니아주 베네벤토도의 코무네다. 나폴리로부터 북동쪽 50 km, 베네벤토로부터 남쪽 11 km 거리에 있다.